# Giovanni Goria
Giovanni Giuseppe Goria (phát âm tiếng Ý: [dʒoˈvanni dʒuˈzɛppe ɡoˈriːa]; 30 tháng 7 năm 1943 – 21 tháng 5 năm 1994) là chính trị gia người Ý. Ông là Thủ tướng thứ 46 của Ý từ năm 1987 đến năm 1988.